# Göksun Çayı
Ne pas confondre avec Göksu Çayı, nom de plusieurs autres cours d'eau en Turquie
La rivière de Göksun prend sa source sur les flancs du mont Dibek (Dibek Dağı 2 549 m) dans les monts du même nom (Dibek Dağları) qui sépare le bassin du Seyhan de celui du Ceyhan. Elle arrose ensuite les environs de Göksun (1 240 m) située dans une plaine, puis se dirige vers l'est dans une vallée étroite où elle est coupée par le barrage d'Adatepe elle rejoint alors la rivière de Hurman (Hurman Çayı) à l'ouest de la plaine d'Elbistan pour former le fleuve Ceyhan.    